# موسیقی سایکدلیک
موسیقی سایکدلیک (انگلیسی: Psychedelic music) که گاه سایکدلیا (psychedelia) نیز خوانده می‌شود، به طیفی از سبک‌های موسیقی برگرفته از فرهنگ روانگردان گفته می‌شود که می‌کوشد تجربه سایکدلیک ناشی از مصرف روانگردان را بازآفرینی کرده یا بهبود ببخشد. موسیقی سایکدلیک اواسط دهه ۱۹۶۰ میان گروه‌های فولک راک و بلوز راک در بریتانیا و آمریکا شکل گرفت.
گروه‌های موسیقی سایکدلیک غالباً از تکنیک‌های بدیع برای ضبط موسیقی بهره می‌گرفتند و عناصر موسیقی غیر غربی به خصوص دْرون و راگای موسیقی هند را در آثارشان به کار می‌بستند. با گسترش دامنهٔ تأثیرات موسیقی سایکدلیک به شاخه‌های دیگر، سبک‌های سایکدلیک فولک، سایکدلیک پاپ، سایکدلیک راک و سایکدلیک سول در بازه زمانی اواخر دهه ۱۹۶۰ تا اوایل دهه ۱۹۷۰ پدید آمد. در ادامه سبک‌های پراگرسیو راک، کراوت‌راک، راک الکترونیک، جاز راک، هوی متال، گلم راک، فانک، الکترو و بابلگام پاپ تحت تأثیر موسیقی سایکدلیک ایجاد یا متحول شدند.
موسیقی سایکدلیک در دهه ۱۹۸۰ مجدداً در قالب سبک‌های متنوعی از نئوسایکدلیا احیا شد که از آن جمله می‌توان به سایکدلیک هیپ هاپ، اسید هاوس، ترنس و نیو ریو اشاره کرد.